# Clinotanypus planus
Clinotanypus planus är en tvåvingeart som beskrevs av Roback 1971. Clinotanypus planus ingår i släktet Clinotanypus och familjen fjädermyggor.
Artens utbredningsområde är Florida. Inga underarter finns listade i Catalogue of Life.